# Semesnye
Semenye település Romániában, Szilágy megyében.

## Fekvése
Csákigorbótól északkeletre, Almáshagymás, Kabalapatak és Déskörtvélyes közt fekvő település.

## Története
Nevét az oklevelek 1314-ben említették először Kisscemesnya néven.
A település először két helységből állt, melyek közül az egyik Kis-Semenye volt. 
Kis-Semenye első ismert birtokosai az Aba nemzetségből származó Czente (Chenthe) családból származó János és fiai: János és István voltak, akik birtokukat 1314-ben zálogba adták Récsei Lőrincnek, majd újra visszaváltották.
A másik Semenye nevű település a Kökényes-Radnót nemzetség tagjaié volt. Az e nemzetségből való Renold fia János, majd Jánosnak fia Benedek volt birtokosa, egészen a család kihaltáig.
1322-ben a Kökényes-Radnótok kihalta után Károly Róbert király Semesnyét odaajándékozta a Kacsics nemzetséghez tartozó Mihály fia Simonnak, a székelyek ispánjának és nővérének, aki Renold özvegye volt.
A Kachicok kihaltával a Bánffyak örökölték.
1381-ben Régeni (Bánffy) István fiai osztoztak meg a birtokon, mely Györgynek jutott.
1428-ban Mátyás király Simon székely ispán hagyatékát a kincstárnak ítélte.
1511-es összeírás szerint az itteni birtokrész Bethlen Miklós fiainak: Jánosnak és Farkasnak a birtoka volt.
Az 1500-as évek elejétől a Bánffyak a fő birtokosai, mellettük a Kendyek is birtokosok itt. 
A 20. század elején Szolnok-Doboka vármegye Csákigorbói járásához tartozott.
1910-ben végzett népszámláláskor 1565 lakosa volt, melyből 118 magyar, 1247 román, 1446 görögkatolikus, 27 református, 85 izraelita volt.